# Le Trait d'union paysan
 (mai 2020).
Si vous disposez d'ouvrages ou d'articles de référence ou si vous connaissez des sites web de qualité traitant du thème abordé ici, merci de compléter l'article en donnant les références utiles à sa vérifiabilité et en les liant à la section « Notes et références ».
Le Trait d'union paysan est un bimensuel agricole et rural. Le journal retrace deux fois par mois l'actualité agricole (grandes cultures, machinisme, élevage, etc.), viti-vinicole et rurale du département de la Haute-Garonne. Son siège social est implanté à Toulouse.
Le journal est adhérent au Syndicat national de la presse agricole et rurale.

## Maquette
Le premier numéro du Trait d'union paysan paraît le 15 mars 1951.  
La maquette a au fil des années évolué. 
Avec l'arrivée au sein de la rédaction du journaliste Aurélien Tournier, en 2019, la maquette du journal connaîtra plusieurs modifications. La Une sera modifiée, tout comme les pages pratiques et la page magazine (présente en fin de journal). Cette dernière met désormais en valeur les événements organisés dans les villages du département.